# 埃尔利赛姆
埃尔利赛姆（法語：Herrlisheim，法語發音：[ɛʁlisaim]），法国东北部城市，大东部大区下莱茵省的一个市镇，隶属于阿格诺-维桑堡区，其市镇面积为14.38平方公里，2022年1月1日时人口数量为4,701人，在法国城市中排名第2,408位。
埃尔利赛姆位于下莱茵省东北部，斯特拉斯堡—洛泰堡铁路、A35高速公路和多条公路在此交汇。

## 地名来源
根据当地官方网站的论述，“Herrlisheim”一名以“Hariolfesvilla”的形式出现于公元743年维桑堡修道院的一份手记中，其含义为“流水中的民宅”。在1801年以前，埃尔利赛姆的官方名称拼写为“Herlisheim”。
埃尔利赛姆所处区域历史上通行阿尔萨斯语，“Herrlisheim”对应的阿尔萨斯语拼写为“Hàrelse”，其对应的读音为“[ha:rəlsə]”。

## 历史

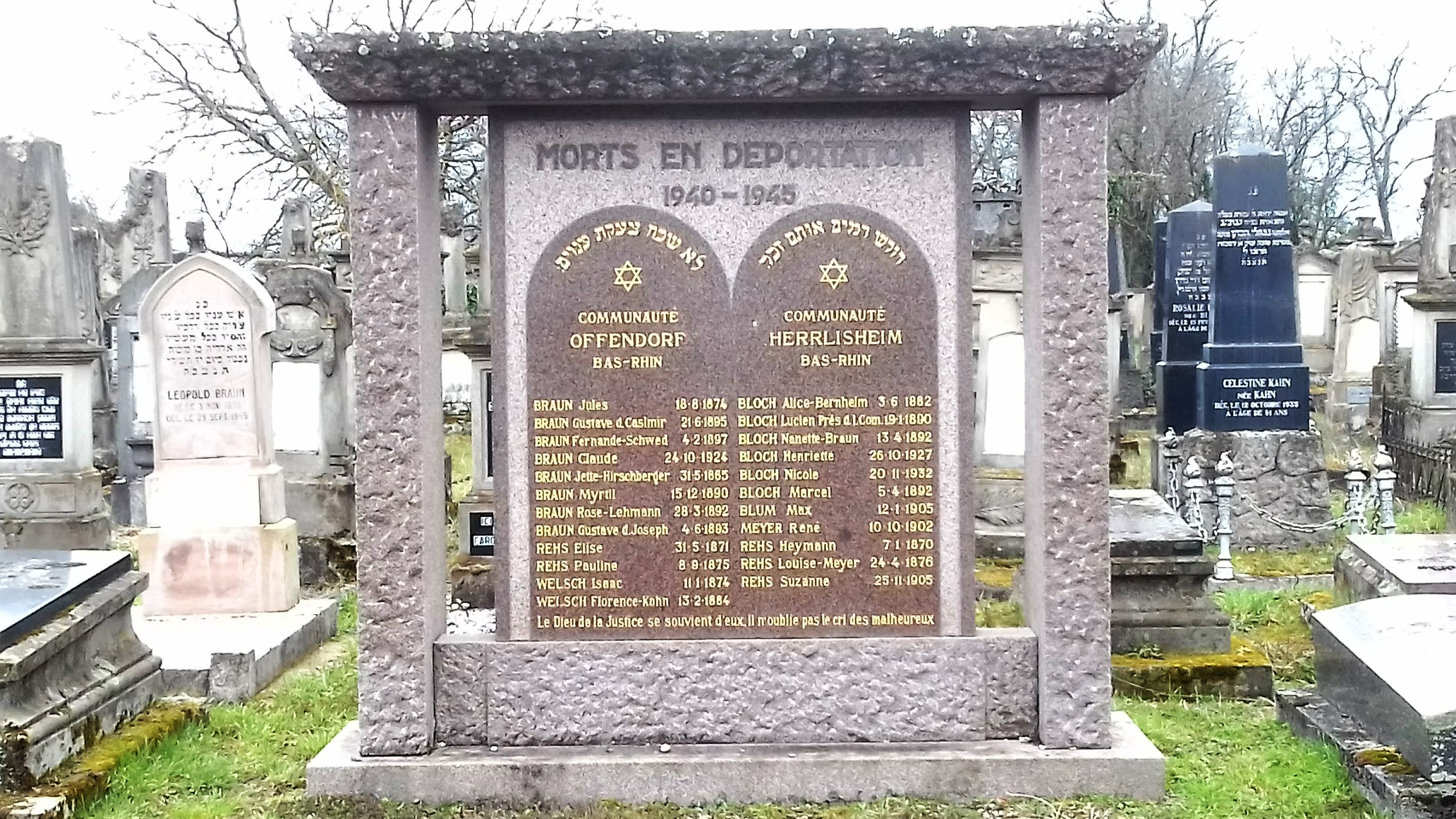
犹太人墓碑

埃尔利赛姆的早期历史尚不清楚。根据当地官方网站的论述，公元13世纪时，埃尔利赛姆曾为厄廷根伯国的一处领地，后几经转手，于1570年被划入哈瑙-利什滕贝格伯国，成为黑森大公国的一部分。法国大革命后，埃尔利赛姆成为下莱茵省的一个市镇。普法战争结束后，埃尔利赛姆及其所处的阿尔萨斯-洛林地区被划入德意志帝国，其中埃尔利赛姆被划入新设立的哈格瑙县。1876年，途径埃尔利赛姆的斯特拉斯堡—洛泰堡铁路建成通车。一战结束后，阿尔萨斯-洛林地区根据《凡尔赛条约》重归法国，埃尔利赛姆改属阿格诺区。埃尔利赛姆在1945年初的北风行动中曾遭到严重破坏，当地大量房屋被炸毁。战后，当地逐渐完成重建工程。20世纪末，得益于斯特拉斯堡的城市扩张及通勤列车的开行，埃尔利赛姆的人口数量逐年增加。

## 地理

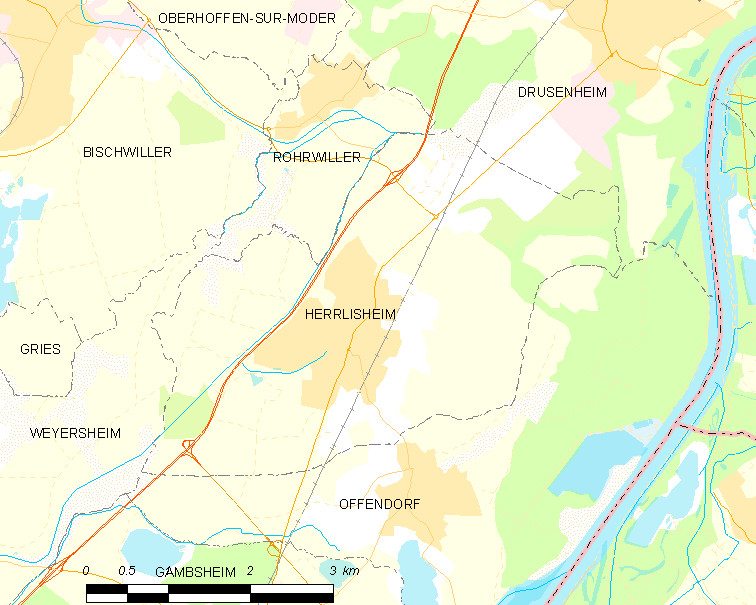
埃尔利赛姆市镇范围地图

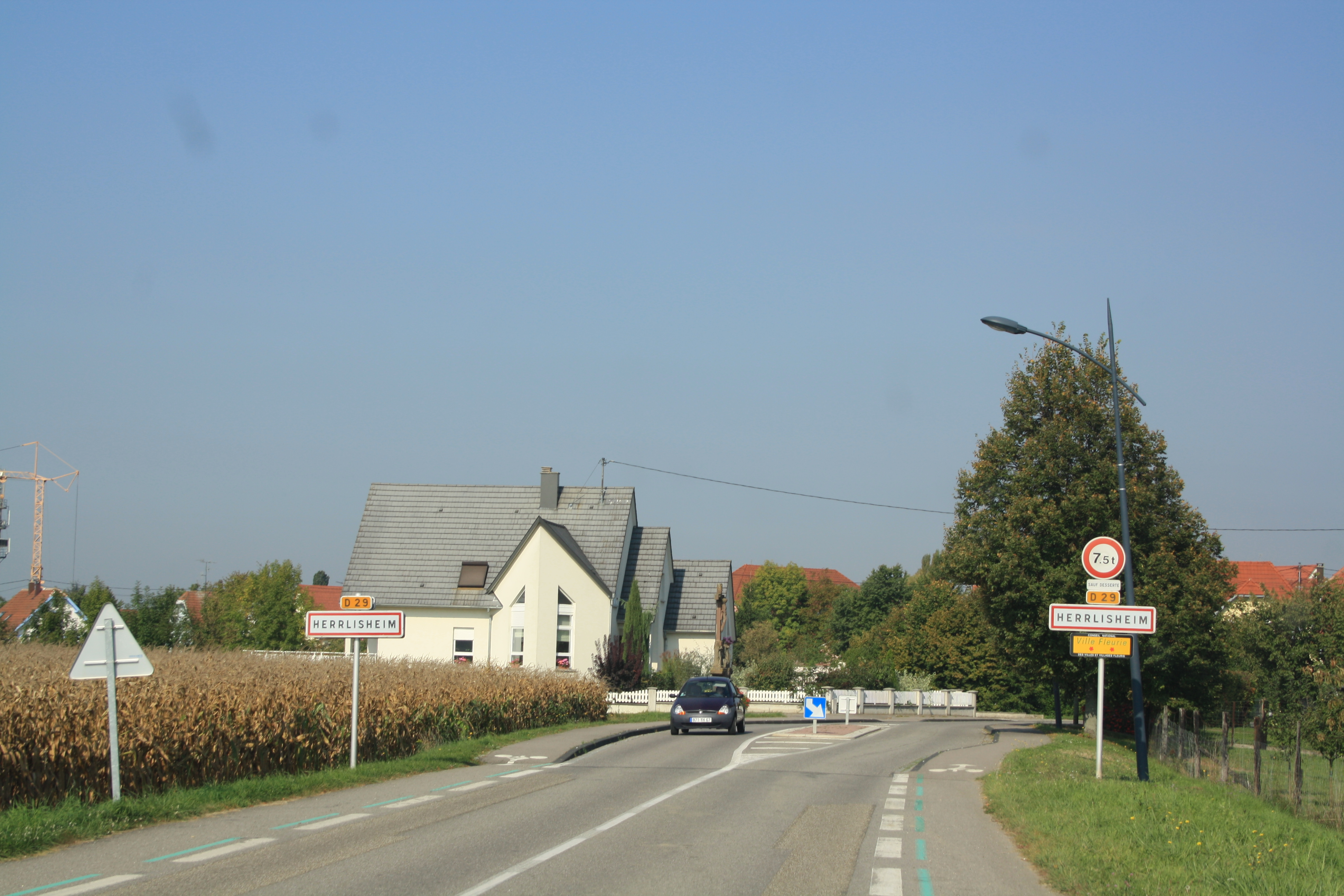
入城路牌

埃尔利赛姆位于法国东北部，大东部大区东北部和下莱茵省东北部，距离省会斯特拉斯堡大约27公里。与埃尔利赛姆接壤的市镇包括：德吕瑟奈姆、罗尔维莱尔、奥芬多夫和韦耶赛姆。

### 地形
埃尔利赛姆位于莱茵河平原腹地，境内以平原为主，市镇中心地势较为平坦，全境海拔在120到131米之间。

### 水文
埃尔利赛姆位于莱茵河流域范围内，人工渠化后的佐恩河自西南向东北流经市区西北部，克莱因溪（Kleinbach）则流经镇中心，此外市区西部还有一处巴尔斯泰因采石场（Gravière du Balstein）废弃后遗留形成的湖泊。

### 植被
埃尔利赛姆属于温带阔叶混交林区，林地多集中于河流附近，并零星分布于市镇范围内的多个区域。
在鲜花城市的评比中，埃尔利赛姆被评为3星级鲜花城市。

### 气候
埃尔利赛姆在柯本气候分类法中属于带有大陆性气候特征的温带海洋性气候（Cfb）。

## 行政区划
埃尔利赛姆的市镇编号为67194，邮政编号为67850。
在行政管理方面，埃尔利赛姆隶属于法国大东部大区下莱茵省阿格诺-维桑堡区；在地方选举方面，埃尔利赛姆隶属于比什维莱尔县，其市镇范围全境被划入下莱茵省第八选区；在社会管理方面，埃尔利赛姆是莱茵地区市镇公共社区的组成部分。
截至2024年6月，埃尔利赛姆市镇范围内暂无任何城市敏感街区及城市政策优先街区。
法国国家统计与经济研究所（简称）在进行数据统计时，将埃尔利赛姆单独设为埃尔利赛姆城市核心区（Unité urbaine d'Herrlisheim），并将包括核心区在内的周边共267个市镇划为斯特拉斯堡城市区。自2020年起，斯特拉斯堡城市区被包含268个市镇的斯特拉斯堡城市辐射区代替。此外，还将埃尔利赛姆市镇整体看作一个“块区”（IRIS），以便于统计人口分布情况。

## 交通

### 公路
A35高速公路经过埃尔利赛姆并设有52号（连接省道D2线）和53号（埃尔利赛姆-北）出入口，下莱茵省省道D29线和D468线在埃尔利赛姆镇中心交汇。大东部大区下属的下莱茵省城际客运307线经停埃尔利赛姆，可通往阿格诺。
2020年，88.3%的埃尔利赛姆家庭拥有至少一辆私人汽车。2021年，埃尔利赛姆境内共发生各类交通事故6起，造成1人遇难，6人受伤，其中4人重伤。
| 53 | 2.7 |

| 斯特拉斯堡 城站 | 28 |

| 阿格诺 | 16 |

| 洛泰堡 | 36 |

### 铁路

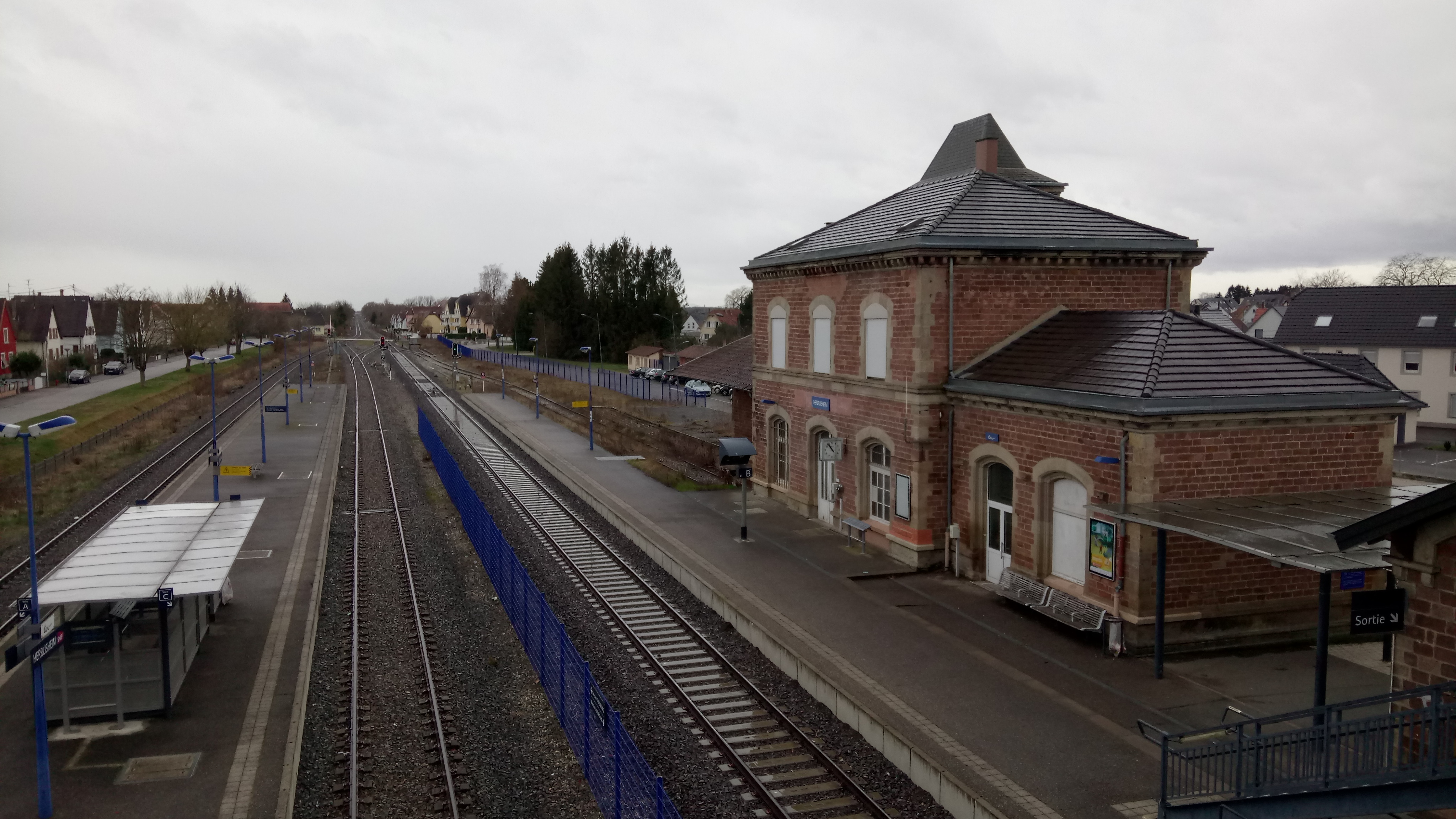
埃尔利赛姆火车站

埃尔利赛姆位于斯特拉斯堡—洛泰堡铁路上。埃尔利赛姆站位于埃尔利赛姆市区东部，该站停靠往返于斯特拉斯堡和洛泰堡一线的区域列车。

### 航空
埃尔利赛姆距离史特拉斯堡机场的公路里程大约43公里。

### 城市公共交通
截至2024年6月，埃尔利赛姆暂无城市公共交通系统。

## 政治

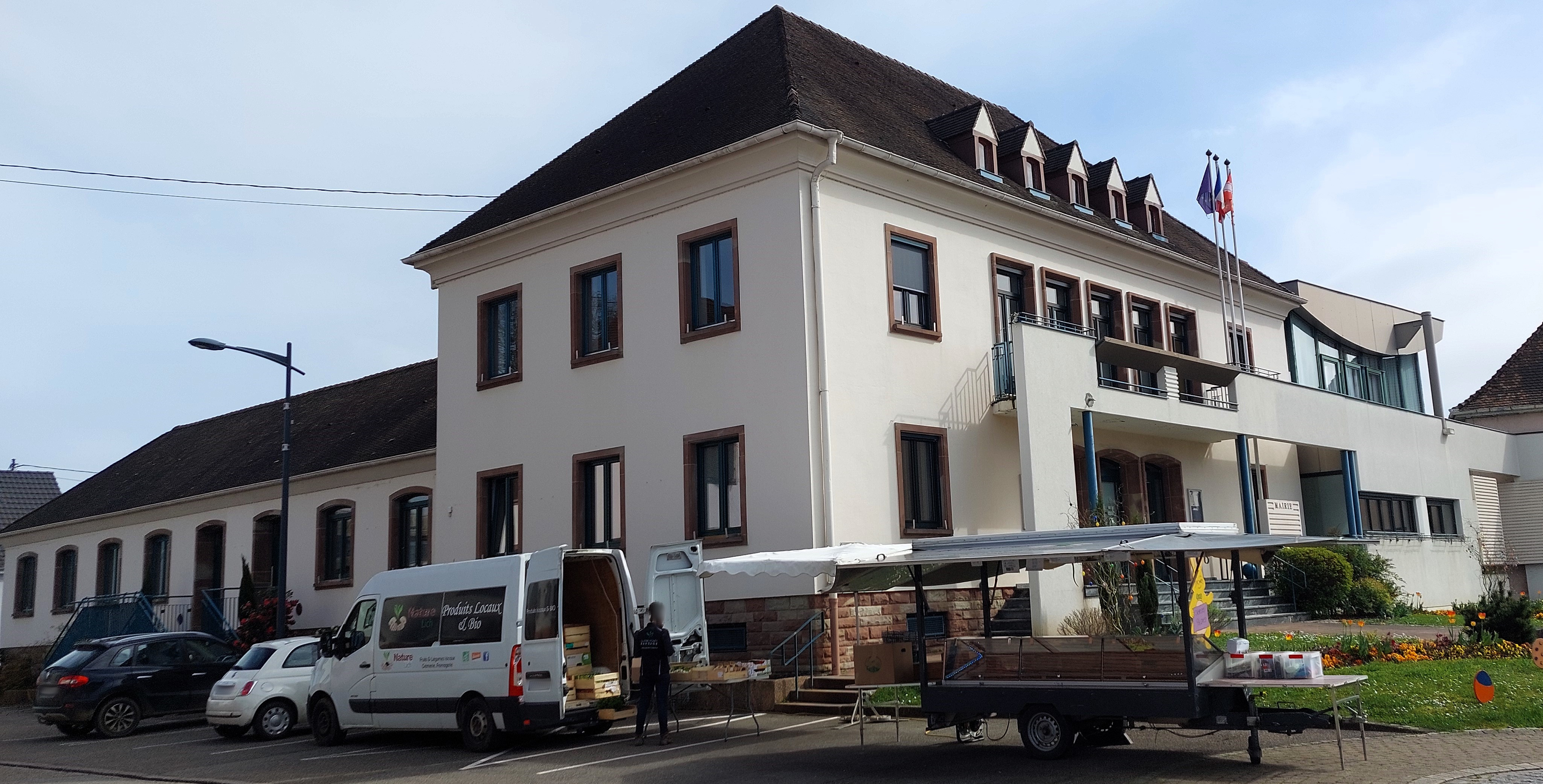
埃尔利赛姆市政厅

埃尔利赛姆的现任市长为塞尔日·舍费尔先生（Serge SCHAEFFER），他是一名右翼无党派人士，在2020年的市政选举中获得了69.54%的支持率。
在2022年的法国总统大选的第二轮选举中，法国第25任总统埃马纽埃尔·马克龙在埃尔利赛姆获得了52.78%的支持率。

## 人口
2021年，埃尔利赛姆市镇人口数量为4,631，在法国排名第2,408位。其中男性2,271人，女性2,395人，75岁及以上人口占9.9%，外籍人口数量为136人，人口密度为322人/平方公里，当地居民被称为（男性）或（女性）。2022年，埃尔利赛姆境内出生32人，死亡人口51人。
| 埃尔利赛姆1900年－2021年人口变化情况 |
|                                      |
| 数据来源：Cassini、INSEE             |

## 经济

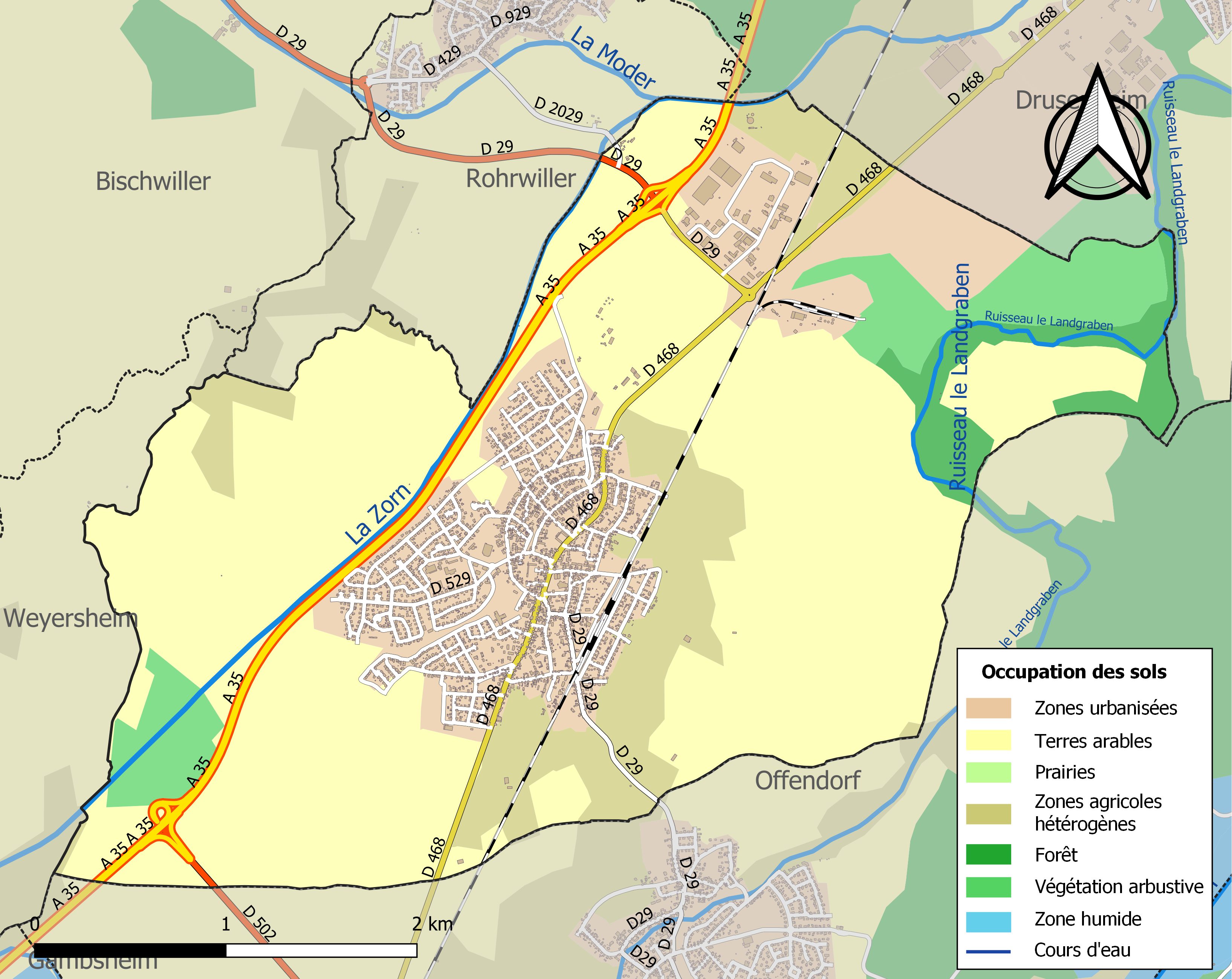
埃尔利赛姆土地利用情况地图

埃尔利赛姆是一个区域性的中心城市。截至2024年6月，埃尔利赛姆市镇范围内共有各类用人单位（包含自雇）533家，平均历史为16年，其中97.92%为中小型企业（PME），2024年4月至6月间，当地的经济活力指数为0。（商业设备销售）、（零食）及（包装）是当地2022年营业额最高的三个企业，分别为11,062,615欧元、5,381,686欧元和1,115,652欧元。

## 财政与居民收入
2022年，埃尔利赛姆的财政收入总额为4,102,100欧元，财政支出总额为3,311,690欧元，当年的债务总额为3,039,290欧元。2022年，埃尔利赛姆市镇通过增值税获得54,310欧元的收入，此外当地还共获得了163,930欧元的国家直接财政补助。
| 埃尔利赛姆居民收入情况                           | 埃尔利赛姆居民收入情况 | 埃尔利赛姆居民收入情况 | 埃尔利赛姆居民收入情况 |
| 内容                                             | 埃尔利赛姆             | 法国                   | 统计年份               |
| ------------------------------------------------ | ---------------------- | ---------------------- | ---------------------- |
| 征税家庭总数                                     | 2,013                  | 1,081（法国市镇平均）  | 2022年                 |
| 居民平均月收入                                   | 2,489欧元              | 2,435欧元              | 2022年                 |
| 高级职员人均月收入                               | 4,058欧元              | 4,331欧元              | 2021年                 |
| 中级职员人均月收入                               | 2,549欧元              | 2,470欧元              | 2021年                 |
| 普通职员人均月收入                               | 1,848欧元              | 1,801欧元              | 2021年                 |
| 贫困率                                           | 6%                     | 14.5%                  | 2020年                 |
| 青壮年（15至64岁）失业率                         | 7.1%                   | 7.4%                   | 2020年                 |
| 征税家庭数量占比                                 | 56.9%                  | 45.5%                  | 2020年                 |
| 家庭年均纳税                                     | 3,041欧元              | 4,393欧元              | 2022年                 |
| 资料来源：INSEE、L'Internaute、Le Journal du Net |                        |                        |                        |

## 社会事务

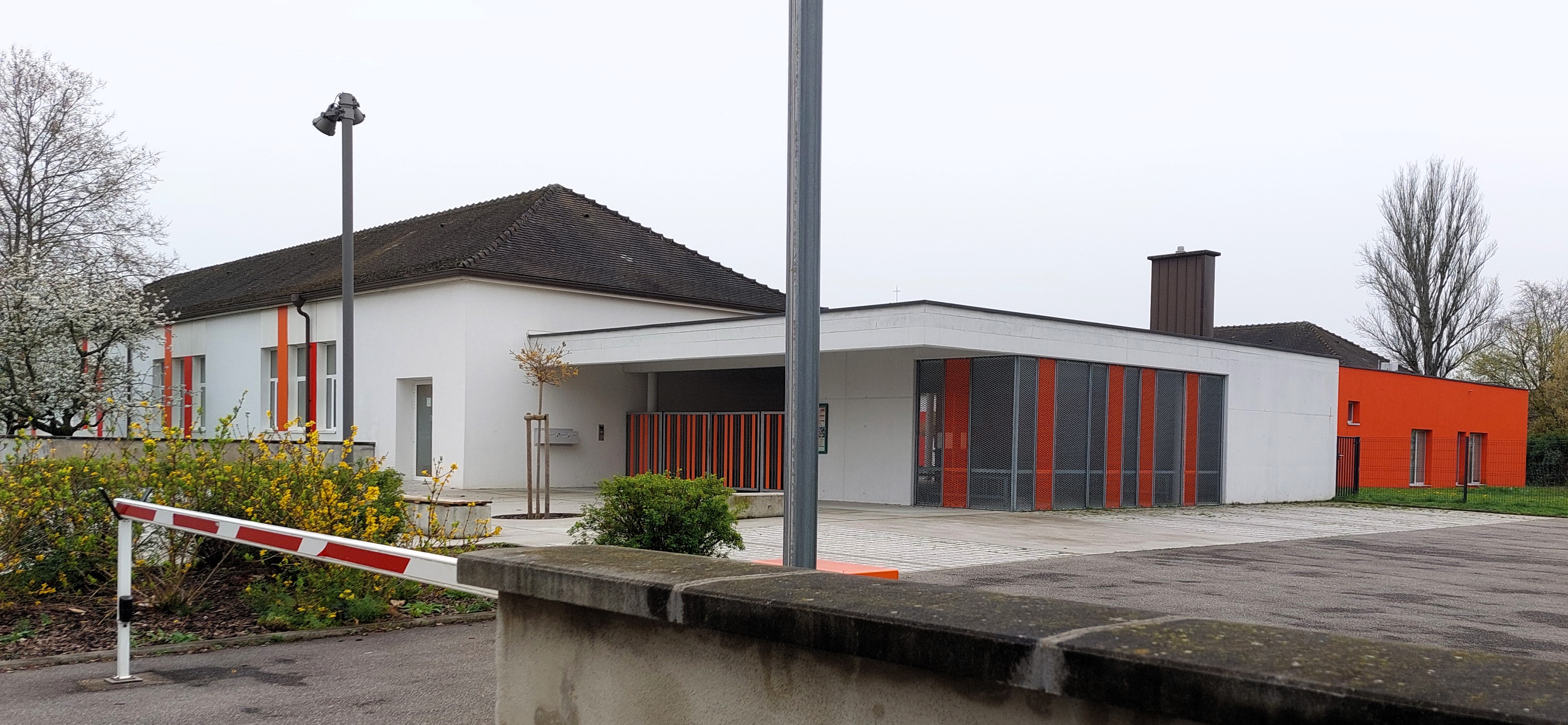
埃尔利赛姆的一所学校

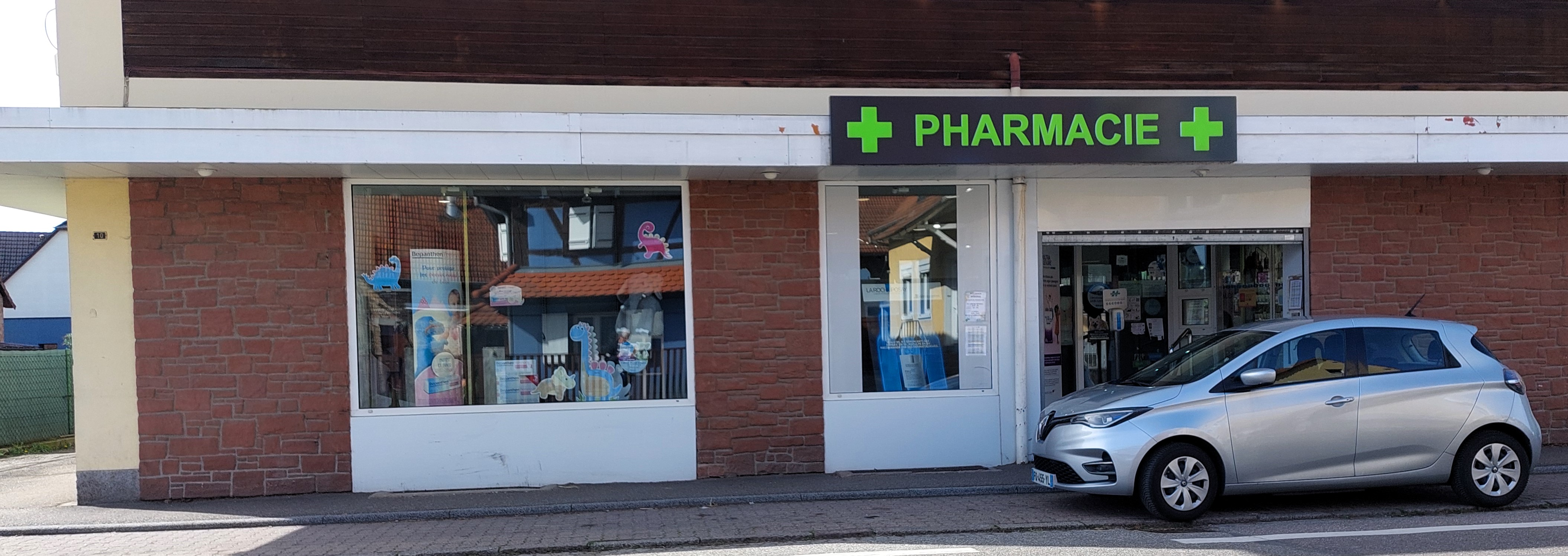
药房

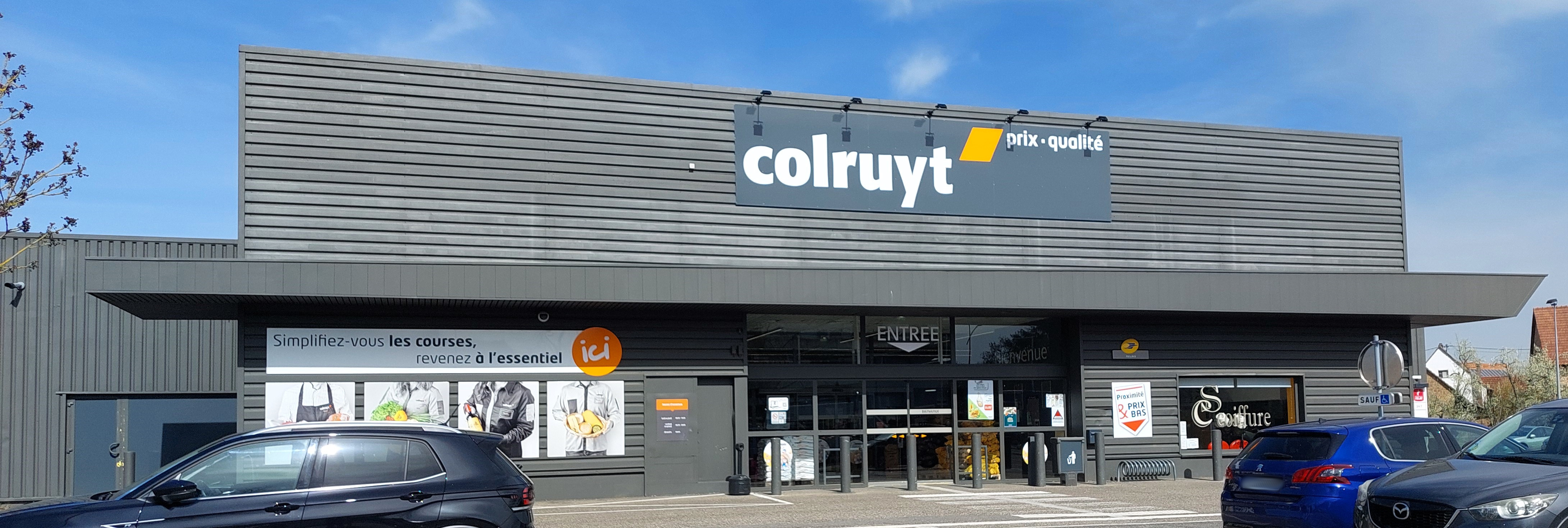
Colruyt超市

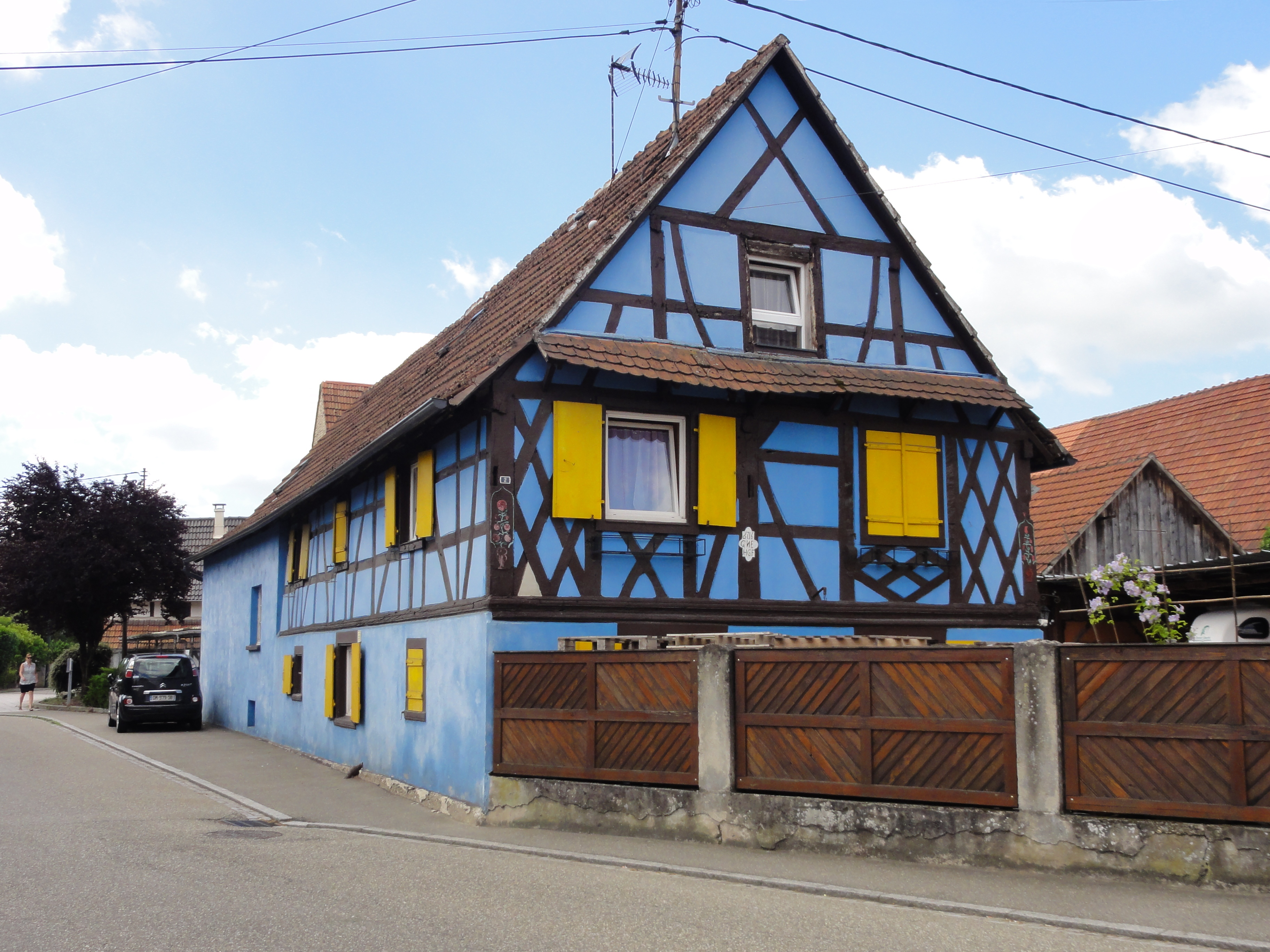
一幢传统民居

### 教育
埃尔利赛姆属于斯特拉斯堡学区。截至2021年1月1日，埃尔利赛姆境内共有1所幼儿园、2所小学和1所初级中学。2022至2023学年度，埃尔利赛姆境内共有在校中等教育阶段学生305名。

### 医疗
截至2021年1月1日，埃尔利赛姆境内共有全科医生4名、保健师5名、牙医5名、护士6名。境内共有药房1家、养老院1家。
距离埃尔利赛姆最近的区域性医疗机构为比什维莱尔省级中心医院（Centre hospitalier départemental de Bischwiller），其主病区医院位于比什维莱尔市区南部，距离埃尔利赛姆市区的正常车程大约11分钟，该院设有床位918个。

### 住房
2020年，埃尔利赛姆境内共有各类住房2,163套，其中74.3%为独立式住宅，25.5%为集中式住宅。常住房屋占埃尔利赛姆市镇范围内居民建筑总量的93.3%。
在住房保障政策方面，2022年，埃尔利赛姆境内共有93户家庭获得了住房经济补助，受益人数占总人口数量的2.0%，其中81份为房租补助。

### 商业
2021年，埃尔利赛姆境内共有各类实体商铺84家，其中餐厅11家、大型超市1家、面包房3家、装饰品店1家、银行门店4家、美容美发店5家、汽车维修店11家。埃尔利赛姆镇中心建有一家Colruyt超市，市区北部则建有一家Alsaflam超市。

### 体育
2021年，埃尔利赛姆境内共有1间体育馆、1座综合体育场、4处网球场、1处马术场、3处足球或橄榄球场以及2处篮球或排球场。
截至2024年6月，埃尔利赛姆足球俱乐部（Football Club de Herrlisheim，编号503992）是埃尔利赛姆境内唯一的一家注册足球俱乐部，该足球队成立于1933年，其主队2024至2025赛季参加阿尔萨斯足球联赛甲组（法国第九级别），其主场为冈斯韦德市政球场（Stade Municipal de la Gansweid）。

### 环境
埃尔利赛姆的环境事务由其所属的莱茵地区市镇公共社区联合各级政府协调负责。2021年，埃尔利赛姆境内共有4家污染企业。

### 治安
埃尔利赛姆及其附近的共66个市镇是阿格诺国家宪兵队（zone gendarmerie de Haguenau）的管辖范围。2020年，该宪兵队累计记录各类案件2,817起，其中盗窃类案件1,143起，经济类案件491起，毒品交易类案件98起。

## 文化

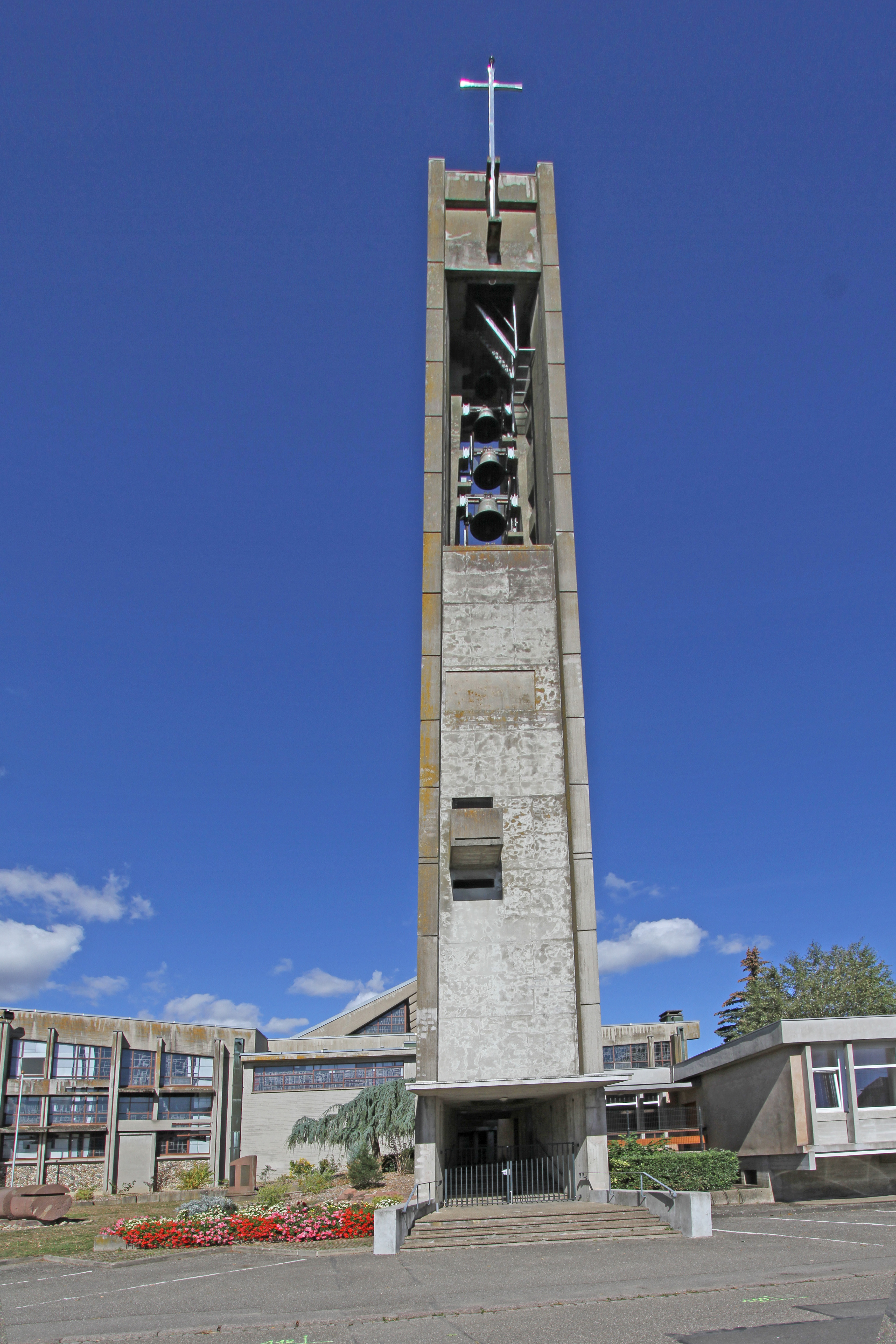
圣阿尔博加斯特教堂

2021年，埃尔利赛姆境内暂无任何文化设施。埃尔利赛姆境内建有图书馆（Bibliothèque），每周三至六向公众开放。

### 建筑
埃尔利赛姆境内有多处历史建筑，其中圣阿尔博加斯特教堂（Église Saint-Arbogast de Herrlisheim）、旧犹太教堂（Ancienne synagogue d'Herrlisheim）等为法国国家文物保护单位。

### 旅游
埃尔利赛姆的旅游事务由其所属的莱茵地区市镇公共社区联合各级政府协调负责。2023年，埃尔利赛姆境内暂无任何游客接待设施。

### 媒体
法国主要的媒体均可在埃尔利赛姆接收，法国电视三台下属的大东部大区频道在部分时段播出埃尔利赛姆所在下莱茵省的地方新闻。阿尔萨斯电视台、《阿尔萨斯最新消息报》、蓝色法兰西阿尔萨斯广播、旋律广播等是当地主要的地方性媒体。

## 友好城市
截至2024年6月，埃尔利赛姆暂未建立任何友好城市关系。